# Vojna agresija
Vojna agresija označava ratni pohod jedne države protiv druge države na njenim teritoriju :
- bez da je napadač prethodno bio napadnut ili
- bez da mu je napadnuta država objavila rat ili
- bez da je dio napadačevog teritorija okupiran od vojnih snaga napadnute strane.

Za definiciju vojne agresije potrebno je odrediti tko je napadač, a iz perspektive napadnute države se radi o obično obrambenom ratu.
Vojne agresije su zabranjene prema međunarodnim pravu.

## Međunarodno pravo
Zabrana agresije je određena u povelji Ujedinjenih naroda.
Opća skupština Ujedinjenih naroda je definirala agresiju rezolucijom 3314 iz 1974. godine. 
Od 17. srpnja 2018. Međunarodni kazneni sud postao je nadležan za suđenje za zločin agresije. Rimskim statutom kojim je uspostavljen Međunarodni kazneni sud izvorno nije bila definiran zločin i čin agresije. Izmjenama i dopunama Rimskog statuta iz Kampale 2010. definiran je zločin agresije. ("planiranje, priprema, pokretanje ili izvršenje čina agresije koji po svojem karakteru, težini i razmjeru predstavlja očigledno kršenje Povelje Ujedinjenih naroda, koje vrši osoba koja ima stvarnu moć nadzirati ili upravljati političkim ili vojnim djelovanjem države.")  
Zbog međunarodne zabrane u mnogim slučajevima agresori pokušavaju predstaviti agresivni rat kao obrambeni rat. Tako je Njemačka Invazija na Poljsku na početku Drugoga svjetskog rata obrazložila svoj napad s navodnim prethodnim napadom poljske vojske na njemačku radijsku postaju.
Ponekad se vojna agresija predstavlja kao "preventivni obrambeni rat".

## Vanjske poveznice
- Vojna agresija prema definiciji rezoluciju 3314 UN na engleskom jeziku